# Mladen Žižović
Mladen Žižović (en serbio: Младен Жижовић; nacido el 27 de diciembre de 1980) es un entrenador de fútbol profesional bosnio y exjugador que es el entrenador del club Borac Banja Luka de la Liga Premier de Bosnia y Herzegovina. 

## Carrera internacional
Žižović hizo su debut con Bosnia y Herzegovina en un partido amistoso contra Japón en enero de 2008 y ha jugado un total de 2 partidos, sin marcar goles. Su segundo y último partido internacional fue un amistoso en junio de 2008 contra Azerbaiyán.

## Estadísticas como entrenador
A partir del partido jugado el 3 de mayo de 2025
| Equipo           | Inicio                  | Fin                     | Grabar | Grabar | Grabar | Grabar | Grabar | Grabar | Grabar | Grabar      |
| Equipo           | Inicio                  | Fin                     | PD     | PG     | PE     | PP     | GF     | GA     | Dif.   | Rendimiento |
| ---------------- | ----------------------- | ----------------------- | ------ | ------ | ------ | ------ | ------ | ------ | ------ | ----------- |
| Radnik Bijeljina | 9 de mayo de 2017       | 11 de noviembre de 2019 | 90     | 32     | 25     | 33     | 105    | 102    | +3     | 35,56%      |
| Zrinjski Mostar  | 12 de noviembre de 2019 | 26 de diciembre de 2020 | 28     | 17     | 5      | 6      | 51     | 25     | +26    | 60,71%      |
| Sloboda Tuzla    | 15 de marzo de 2021     | 24 de marzo de 2022     | 38     | 11     | 14     | 13     | 30     | 33     | −3     | 28,95%      |
| Al-Kholood       | 22 de junio de 2023     | 28 de agosto de 2023    | 3      | 0      | 1      | 2      | 3      | 5      | −2     | 0,00%       |
| Shkupi           | 9 de septiembre de 2023 | 18 de abril de 2024     | 21     | 13     | 6      | 2      | 31     | 11     | +20    | 61,90%      |
| Borac Banja Luka | 11 de junio de 2024     | Presente                | 53     | 34     | 8      | 11     | 82     | 35     | +47    | 64,15%      |
| Total            | Total                   | Total                   | 233    | 107    | 59     | 67     | 302    | 211    | +91    | 45,92%      |

## Palmarés

### Jugador
Radnik Bijeljina
- Primera Liga de la República Srpska: 1998-99
- Copa de Bosnia y Herzegovina: 2015-16

Zrinjski Mostar
- Liga Premier de Bosnia y Herzegovina: 2008-09
- Copa de Bosnia y Herzegovina: 2007-08

Tirana
- Copa de Albania: 2010-11